# Lutz Sinke
Lutz Sinke (* 8. März 1950) ist ein deutscher früherer Handballspieler, der vor allem für die BSG Motor Eisenach in der Handball-Oberliga des Deutschen Handballverbandes aktiv war.

## Sportliche Laufbahn
Lutz Sinke wechselte 1968 als Jugendspieler von Optima Erfurt zur BSG Motor Eisenach. Er blieb der Betriebssportgemeinschaft bis zur Saison 1985/86 treu und warf in dieser Zeit über 2.000 Tore für Motor Eisenach. In dieser Zeit galt er als einer der besten Rückraum-Spieler der DDR. Nach seinem Rückzug aus der ersten Mannschaft spielte Sinke noch einige Zeit in der 2. Mannschaft der BSG Motor. Ab 1993 engagierte er sich bei der TSG Ruhla, für die er mit über 40 Jahren noch in der Kreisklasse auflief.

## Privates
Sinke verband während seiner aktiven Zeit eine enge Freundschaft zu seinem Mannschaftskollegen Rainer Osmann. Neben seiner Tätigkeit bei der BSG Motor Eisenach war Sinke im Automobilwerk Eisenach angestellt, wo er als „Sportler des Jahres“ und „Verdienstvoller Mitarbeiter“ ausgezeichnet worden ist.